# Pteris phuluangensis
Pteris phuluangensis är en kantbräkenväxtart som beskrevs av Tag. och Iwatsuki. Pteris phuluangensis ingår i släktet Pteris och familjen Pteridaceae. Inga underarter finns listade.